# 진천 이상설 생가
진천 이상설 생가(鎭川 李相卨 生家)는 대한민국 충청북도 진천군 진천읍 산척리에 있는, 독립운동가인 이상설(1870∼1917) 선생의 생가이다. 1987년 3월 31일 충청북도의 기념물 제77호로 지정되었다.

## 개요
독립운동가인 이상설(1870∼1917) 선생의 생가로, 선생은 충청북도 진천 출신이며 호는 보재이다.
선생은 이시영, 이규형 등과 신학문을 공부하였다. 을사보호조약이 체결된 후, 통분을 금치못해 길거리에서 연설한 후 집 밖에 나오지 않았다. 1907년 네덜란드 헤이그에서 열린 만국평화회의에 조선이 독립국임을 주장하는 고종의 밀서를 가지고 갔으나 뜻을 이루지 못했다. 조국의 국권회복을 위하여 노력하다가 1917년 연해주에서 생애를 마쳤다.
가옥은 앞면 3칸·옆면 1칸 규모로 흙벽돌로 쌓고 진흙으로 마감한 초가이다. 40여년 전에 무너졌던 것을 최근에 복원·수리하였다.

## 같이 보기
- 이상설

## 참고 문헌
- 진천 이상설 생가 - 국가유산청 국가유산포털